# Koppe (Hörre)
Die Koppe ist ein 353,8 m ü. NHN hoher Berg mit kegelförmigem Gipfel im Südwesten der Hörre. Der Berg liegt 1,7 km westlich von Kölschhausen und 3,8 km nördlich von Ehringshausen im mittelhessischen Lahn-Dill-Kreis. Zur Unterscheidung von der 8 km westlich gelegenen Hirschberger Koppe wird der Berg auch als Kölschhäuser Koppe bezeichnet.
Außer als Naturschutzgebiet war die Koppe vormals auch für den Rundblick bekannt, den sie von ihrem Gipfel bot. Wegen aufgewachsener Bäume besteht gegenwärtig nur noch Sicht nach Südsüdost (Östlicher Taunus) bis Südsüdwest (Daubhausen).
Am Berg vorbei führen die Wanderwege H8 ('Hörre-Weg': Herborn – Hörre – Koppe – Edingen) und der 'Köhlerweg' ('Extratour' im Naturpark Lahn-Dill-Bergland: rund um Dreisbach).

## Naturschutzgebiet

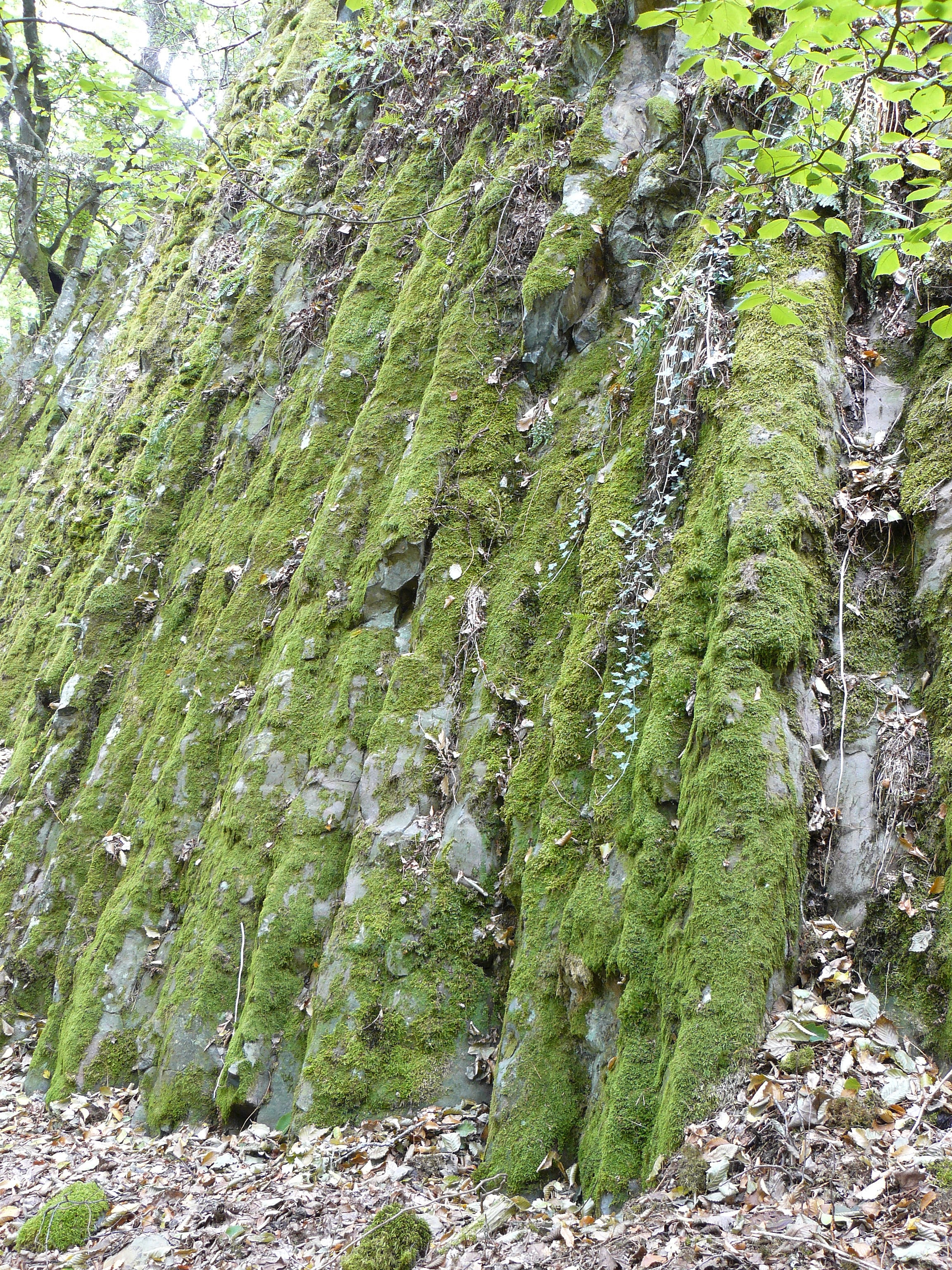
Basaltsäulen

Der gesamte Bergkegel ist als Naturschutzgebiet mit einer Fläche von 23,35 ha ausgewiesen. Das Gebiet wurde bereits mit Verordnung vom 12. Februar 1931 eingerichtet und mit Verordnung vom 24. August 1976 bestätigt.
Die Kuppe selbst ist mit Buchenwald bestanden, während der Waldrand im Süden und Osten von heideähnlicher Vegetation aus Kiefern, Birken und Wacholdern gebildet wird.
Innerhalb des Naturschutzgebietes sind am Berggipfel durch zwei ehemalige Steinbrüche Basaltschichten sichtbar geworden, die sich in bemerkenswert regelmäßiger Säulenform zeigen. Dieser Basaltaufschluss ist im Geopark Westerwald-Lahn-Taunus als geologische Sehenswürdigkeit ausgewiesen.